# Allodia protenta
Allodia protenta är en tvåvingeart som beskrevs av Lastovka och Loïc Matile 1974. Allodia protenta ingår i släktet Allodia och familjen svampmyggor. Arten är reproducerande i Sverige. Inga underarter finns listade i Catalogue of Life.